# Copa Libertadores da América de 1983
A Taça Libertadores da América de 1983, foi a 24.ª edição da competição sul-americana organizada pela CONMEBOL. Participaram vinte e um clubes e dez países: Argentina, Bolívia, Brasil, Chile, Colômbia, Equador, Paraguai, Peru, Uruguai e Venezuela. O torneio começou em 3 de março e encerrou-se em 28 de julho de 1983.
O campeão deste ano foi o Grêmio, do Brasil, ao vencer o Peñarol, do Uruguai, por 2 a 1, em Porto Alegre. É o primeiro título do Grêmio na competição.
Na final, ficou marcada a imagem do zagueiro uruguaio Hugo de León levantando a taça com o rosto escorrendo sangue.

## Regulamento[3]
Na primeira fase da Libertadores, os 20 times estão divididos em cinco grupos de quatro equipes cada, que jogam entre si em turno e returno. Classificam-se apenas os campeões de cada chave.
Na Segunda fase, os clubes estão separados em duas chaves de três clubes, mais o campeão da Libertadores de 1982, o Peñarol, do Uruguai. Jogam em turno e
returno, dentro das chaves. Os vencedores de cada grupo vão a final.
Serão 2 ou, se necessário, 3 partidas para decidir o torneio de 1983.

## Equipes participantes
| País                                    | Equipe                                     | Classificacão |
| --------------------------------------- | ------------------------------------------ | --- |
| Argentina 2 vagas                       | Ferro Carril Oeste Estudiantes de La Plata | Campeão do Campeonato Nacional de 1982 Campeão do Campeonato da Primeira Divisão de 1982                                                               |
| Bolivia 2 vagas                         | Bolívar Blooming                           | Campeão do Campeonato de Primeira Divisão de 1982 Vice-campeão do Campeonato de Primeira Divisão de 1982                                               |
| Brasil 2 vagas                          | Flamengo Grêmio                            | Campeão do Campeonato Brasileiro de 1982 Vice-campeão do Campeonato Brasileiro de 1982                                                                 |
| Chile 2 vagas                           | Cobreloa Colo-Colo                         | Campeão da Primeira Divisão de 1982 Vencedor da Liguilla Pre-Libertadores de 1982                                                                      |
| Colômbia 2 vagas                        | América de Cali Deportes Tolima            | Campeão do Campeonato Colombiano de 1982 Vice-campeão do Campeonato Colombiano de 1982                                                                 |
| Equador 2 vagas                         | El Nacional Barcelona                      | Campeão do Campeonato Equatoriano de 1982 Vice-campeão do Campeonato Equatoriano de 1982                                                               |
| Paraguai 2 vagas                        | Olimpia Nacional                           | Campeão do Campeonato Paraguaio de 1982 Vice-campeão do Campeonato Paraguaio de 1982                                                                   |
| Peru 2 vagas                            | Universitario Alianza Lima                 | Campeão do Campeonato Descentralizado de 1982 Vice-campeão do Campeonato Descentralizado de 1982                                                       |
| Uruguai 2 vagas + atual campeão vigente | Peñarol Nacional Montevideo Wanderers      | Campeão da Copa Libertadores de 1982 1º lugar da Liguilla Pre-Libertadores de América de 1982 2º lugar da Liguilla Pre-Libertadores de América de 1982 |
| Venezuela 2 vagas                       | Atlético San Cristóbal Deportivo Táchira   | Campeão da Primeira Divisão Venezolana de 1982 Vice-campeão da Primeira Divisão Venezuelana de 1982                                                    |

## Fase de grupos
Critérios de desempate.
- Dois pontos para o vencedor.
- Um ponto em caso de empate.

|  |                                 |
|  | Classificado para as Semifinais |
|  | Eliminados                      |

### Grupo 1
| Equipes            | Pts | J | V | E | D | GP | GC | SG |
| ------------------ | --- | - | - | - | - | -- | -- | -- |
| Estudiantes        | 7   | 6 | 3 | 1 | 2 | 8  | 6  | +2 |
| Cobreloa           | 6   | 6 | 3 | 0 | 3 | 8  | 6  | +2 |
| Colo-Colo          | 6   | 6 | 3 | 0 | 3 | 5  | 8  | -3 |
| Ferro Carril Oeste | 5   | 6 | 2 | 1 | 3 | 4  | 5  | -1 |

### Grupo 2
| Equipes  | Pts | J | V | E | D | GP | GC | SG  |
| -------- | --- | - | - | - | - | -- | -- | --- |
| Grêmio   | 11  | 6 | 5 | 1 | 0 | 13 | 4  | +9  |
| Flamengo | 6   | 6 | 2 | 2 | 2 | 15 | 10 | +5  |
| Bolívar  | 4   | 6 | 2 | 0 | 4 | 13 | 14 | -1  |
| Blooming | 3   | 6 | 1 | 1 | 4 | 4  | 17 | -13 |

### Grupo 3
| Equipes         | Pts | J | V | E | D | GP | GC | SG |
| --------------- | --- | - | - | - | - | -- | -- | -- |
| América de Cali | 10  | 6 | 4 | 2 | 0 | 10 | 3  | +7 |
| Deportes Tolima | 6   | 6 | 1 | 4 | 1 | 5  | 6  | -1 |
| Universitario   | 4   | 6 | 0 | 4 | 2 | 5  | 8  | -3 |
| Alianza Lima    | 4   | 6 | 1 | 2 | 3 | 3  | 6  | -3 |

### Grupo 4
| Equipes                | Pts | J | V | E | D | GP | GC | SG |
| ---------------------- | --- | - | - | - | - | -- | -- | -- |
| Atlético San Cristóbal | 8   | 6 | 3 | 2 | 1 | 8  | 4  | +4 |
| El Nacional            | 7   | 6 | 3 | 1 | 2 | 7  | 4  | +3 |
| Barcelona SC           | 4   | 6 | 1 | 2 | 2 | 7  | 9  | -2 |
| Deportivo Táchira      | 3   | 6 | 0 | 3 | 3 | 1  | 6  | -5 |

### Grupo 5
| Equipes              | Pts | J | V | E | D | GP | GC | SG |
| -------------------- | --- | - | - | - | - | -- | -- | -- |
| Nacional             | 9   | 6 | 4 | 1 | 1 | 12 | 4  | +8 |
| Montevideo Wanderers | 9   | 6 | 3 | 3 | 0 | 9  | 5  | +4 |
| Nacional             | 4   | 6 | 1 | 2 | 3 | 6  | 12 | -6 |
| Olimpia              | 2   | 6 | 0 | 2 | 4 | 3  | 9  | -6 |

Jogo desempate
| 26 de maio de 1983 |     |                      |  |            |
| Nacional           | 2–1 | Montevideo Wanderers |  | Montevidéu |

## Semi-finais

### Grupo 1
| Equipe          | J | V | E | D | GP | GC | SG | Pts |
| --------------- | - | - | - | - | -- | -- | -- | --- |
| Grêmio          | 4 | 2 | 1 | 1 | 7  | 6  | 1  | 5   |
| Estudiantes     | 4 | 1 | 2 | 1 | 6  | 5  | 1  | 4   |
| América de Cali | 4 | 1 | 1 | 2 | 2  | 4  | -2 | 3   |

| 21 de junho de 1983 | Grêmio                   | 2 — 1 | Estudiantes La Plata | Olímpico Monumental, Porto Alegre |
|                     | Osvaldo 4' · Tarciso 85' |       | Gerieri 11'          | Público: 24,544                   |

| 24 de junho de 1983 | América de Cali | 1 — 0 | Grêmio | Cáli |
|                     | González 69'    |       |        |      |

| 1 de julho de 1983 | Estudiantes de La Plata | 2 — 0 | América de Cali | La Plata |
|                    |                         |       |                 |          |

| 6 de julho de 1983 | Grêmio                 | 2 — 1 | América de Cali | Olímpico Monumental, Porto Alegre |
|                    | Caio 23' · Osvaldo 61' |       | Battaglia 60'   | Público: 24,043                   |

| 8 de julho de 1983 | Estudiantes de La Plata         | 3 — 3 | Grêmio                               | La Plata                            |
|                    | Gurrieri 39', 76' · Gugnali 87' |       | Osvaldo 45' · César 52' · Renato 63' | Público: 30,000 Árbitro: L. Da Rosa |

| 15 de julho de 1983 | América de Cali | 0 — 0 | Estudiantes de La Plata | Cáli |
|                     |                 |       |                         |      |

### Grupo 2
| Equipes                | J | V | E | D | GP | GC | SG | Pts |
| ---------------------- | - | - | - | - | -- | -- | -- | --- |
| Peñarol                | 4 | 3 | 1 | 0 | 5  | 1  | 4  | 7   |
| Nacional               | 4 | 2 | 0 | 2 | 8  | 6  | 2  | 4   |
| Atlético San Cristóbal | 4 | 0 | 1 | 3 | 2  | 8  | -6 | 1   |

| 19 de junho de 1983 | Atlético San Cristóbal | 0 — 0 | Peñarol | San Cristóbal |
|                     |                        |       |         |               |

| 26 de junho de 1983 | Atlético San Cristóbal | 1 — 2 | Nacional | San Cristóbal |
|                     |                        |       |          |               |

| 5 de julho de 1983 | Peñarol | 2 — 0 | Nacional | Estádio Centenário, Montevidéu |
|                    |         |       |          |                                |

| 8 de julho de 1983 | Nacional | 5 — 1 | Atlético San Cristóbal | Montevidéu |
|                    |          |       |                        |            |

| 13 de julho de 1983 | Peñarol | 1 — 0 | Atlético San Cristóbal | Estádio Centenário, Montevidéu |
|                     |         |       |                        |                                |

| 15 de julho de 1983 | Nacional | 1 — 2 | Peñarol | Montevidéu |
|                     |          |       |         |            |

## Finais
| 22 de julho de 1983 | Peñarol    | 1 — 1 | Grêmio   | Estádio Centenário, Montevidéu         |
|                     | Morena 70' |       | Tita 15' | Público: 70,000 Árbitro: Teodoro Nitti |

Peñarol: Fernández, Olivera, Gutiérrez, Montelongo e Diogo; Bossio, Silva (Villarreal) e Saralegui; Zalazar,
Morena e Ramos. Técnico: Hugo Bagnullo
Grêmio: Mazarópi, Paulo Roberto, Baidek, Hugo De León e Casemiro; China, Osvaldo e Tita; Renato Gaúcho, Caio (César) e Tarciso. Técnico: Valdir Espinosa
| 28 de julho de 1983 | Grêmio               | 2 — 1 | Peñarol    | Olímpico Monumental, Porto Alegre                                                |
|                     | Caio 10' · César 76' |       | Morena 70' | Público: 73,093 pessoas com renda de 110,551,500 cruzeiros Árbitro: Edison Pérez |

Grêmio: Mazarópi, Paulo Roberto, Baidek, Hugo De León e Casemiro; China, Osvaldo e Tita; Renato, Caio (César) e Tarciso. Técnico: Valdir Espinosa
Peñarol: Fernández, Olivera, Gutiérrez, Montelongo e Diogo; Bossio, Silva e Saralegui; Zalazar, Morena e Ramos. Técnico: Hugo Bagnullo

## O campeão
| Libertadores 1983          |
| -------------------------- |
| GRÊMIO Campeão (1º título) |